# Loi de Weber-Fechner
En psychophysique, la loi de Weber-Fechner ou de Bouguer-Weber décrit la relation entre une sensation mentale et la grandeur physique d'un stimulus : par exemple, la relation entre la force perçue d'un son et la puissance de l'onde de pression dans l'air correspondante. Elle stipule que la sensation varie comme le logarithme de l'excitation.
Ces patronymes correspondent à Ernst Weber (1795-1878), Gustav Fechner (1801-1887) et Pierre Bouguer (1698-1758).

## Énoncé de la loi de Weber-Fechner
Selon cette loi, l'intensité de la sensation perçue répond à la formule suivante :
{\displaystyle I=k\cdot \log(S)\;,}
où  {\displaystyle I} est l'intensité de la sensation, {\displaystyle S} la grandeur du stimulus, {\displaystyle k} une constante et {\displaystyle \log } est la fonction logarithme en mathématiques.
Ernst Weber (1795–1878) fut l'un des premiers à aborder quantitativement l'étude du lien entre sensation et stimulus physique et c'est en hommage à ses travaux que le médecin Gustav Fechner (1801–1887) donna le nom de « loi de Weber » à la relation quantitative qu'il avait découverte. Leurs successeurs garderont toutefois les deux noms pour désigner la formule ci-dessus.
En se basant sur les travaux de Weber dont il pensait qu'ils pouvaient fournir la base d'une théorisation possible de la 
relation esprit-matière, Fechner énonça sa célèbre loi selon laquelle « la sensation varie comme le logarithme de l'excitation ». Toutefois, la vérification expérimentale de cette loi ne put se faire que grâce à l'introduction, vers 1860, de la notion de seuil différentiel dont la quantification reposait sur des nouvelles méthodes expérimentales. En effet, selon cette loi, la fraction de Weber est censée être constante :  
{\displaystyle {\frac {\Delta I}{I}}=k\;,}
où {\displaystyle \Delta I} est le seuil différentiel (SD) soit la plus petite différence d'intensité perçue, {\displaystyle I} est l'intensité du stimulus étalon et {\displaystyle k} la constante caractéristique de la modalité sensorielle en question. La valeur {\displaystyle \Delta I/I} est aussi appelée seuil différentiel relatif ou rapport de Bouguer-Weber.

### Exemple
S'il est possible de faire la différence entre un objet A pesant 1 kg et un autre objet B pesant 1,2 kg, alors le seuil différentiel est inférieur à 0,2 kg. En choisissant des objets B de poids toujours plus proches de 1 kg, il arrive un moment où il n'est plus possible de faire la différence entre l'objet A et l'objet B. Par exemple, si B pèse moins de 1,1 kg il n'est plus possible de le distinguer de A, alors on dit que le seuil différentiel est de 0,1 kg pour 1 kg, c’est-à-dire 10 %. La loi de Weber-Fechner stipule que le seuil différentiel relatif est constant. Ainsi la difficulté à distinguer : 
- un objet A de 1 kg d'un objet B de 1,1 kg ;
- un objet A' de 10 kg d'un objet B' de 11 kg ;

est la même dans les deux cas.
Il s'avère que cette loi n'est en fait pas toujours vérifiée. C'est particulièrement le cas lorsque la gamme d'intensité est large : aux extrêmes on observe régulièrement des déviations de la loi de Weber-Fechner.

## Applications de la loi

### Vision
La magnitude apparente d’un corps céleste, unité relative à la perception de la luminosité par l’œil humain, suit une loi logarithmique : une différence de 5 magnitudes correspond à un rapport de 100 en intensité lumineuse (puissance surfacique).

### Audition
Le décibel, unité relative à la perception de la puissance acoustique par l’oreille humaine, suit une loi logarithmique : une différence de 10 dB correspond à un rapport de 10 en intensité acoustique (puissance surfacique).

## Critique d'Henri Bergson
Henri Bergson, se plaçant du point de vue de la théorie de la connaissance, a mis en cause cette façon d'appréhender la psychologie qui, selon lui, est une projection du temps sur l'espace et ignore la durée, concept qu'il met en avant contre cette loi dans Essai sur les données immédiates de la conscience.